# Place Harvey-Milk
La place Harvey Milk est une voie du 4e arrondissement de Paris, en France.

## Situation et accès
La place Harvey Milk est une voie publique située dans le 4e arrondissement de Paris. La place est à l'intersection de la rue des Archives et de la rue de la Verrerie. Elle situe dans le quartier du Marais dont elle constitue l'un des carrefours les plus fréquentés.
Elle est desservie par les lignes 1 et 11 à la station Hôtel de Ville.

## Origine du nom
Elle rend hommage à Harvey Milk (1930-1978) homme politique américain, défenseur des droits LGBT, superviseur (conseiller municipal) de San Francisco assassiné en 1978.

## Historique
Le Conseil de Paris et le Conseil du 4e arrondissement votent la dénomination de cette voie en 2019. La maire de Paris Anne Hidalgo l'inaugure officiellement le 19 juin 2019 en présence notamment de Stuart Milk, neveu d'Harvey Milk.

## Bâtiments remarquables

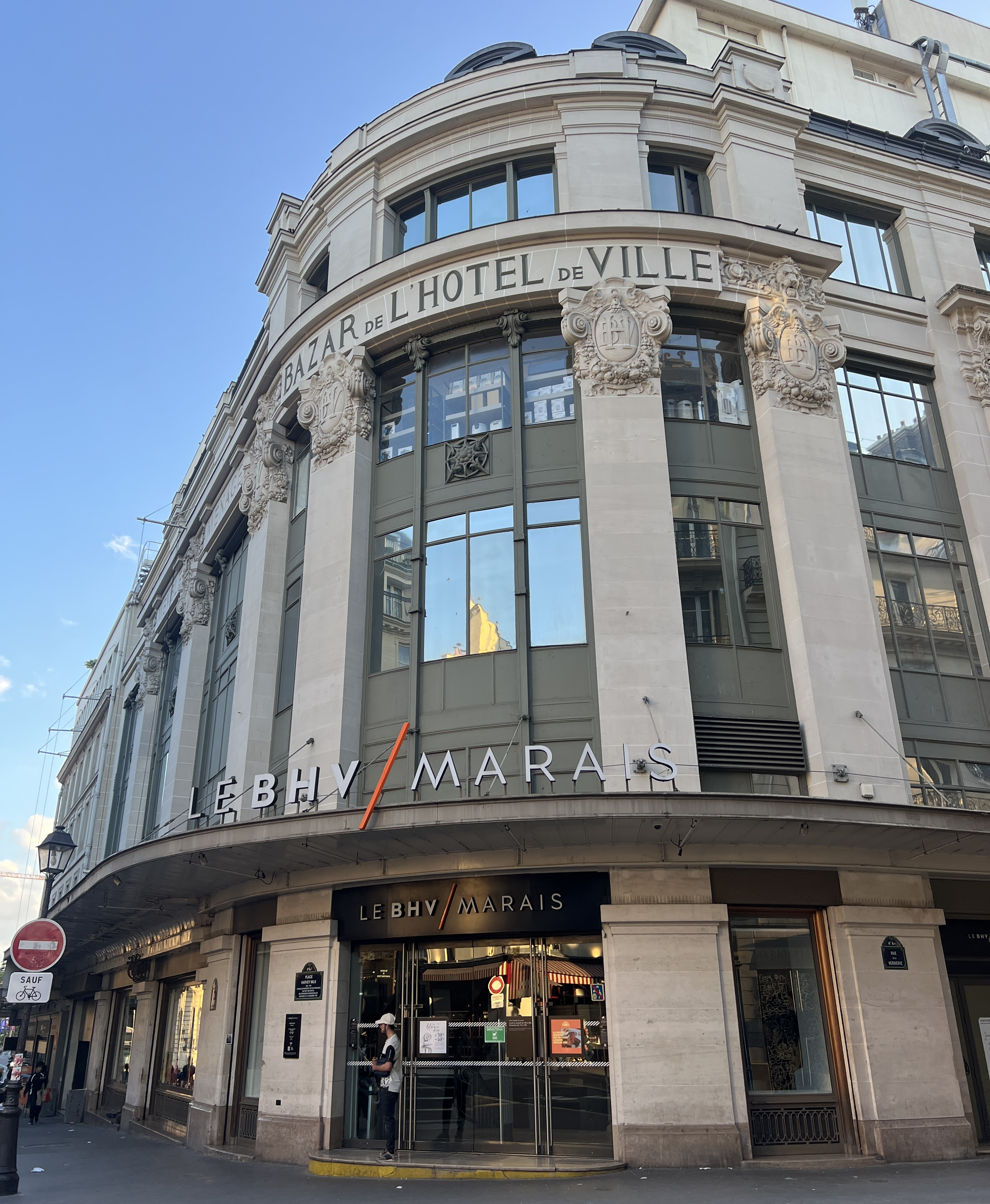
L'entrée du BHV sur la place.

L'une des entrées du BHV se situe place Harvey-Milk.